# Список российских научных исследований на МКС
Список российских научных исследований на МКС.
В настоящее время российский сегмент МКС является одной из научных баз российской науки. Как правило, в экспериментах участвуют находящиеся на МКС российские космонавты, а также в некоторых случаях к экспериментам приглашаются другие космонавты МКС. В большинстве экспериментов основные участники — это РКК Энергия, ЦУП и Центр подготовки космонавтов имени Гагарина.

## Физико-химические процессы и материалы в условиях космоса
- «Кристаллизатор» — кристаллизация биологических макромолекул и получение биокристаллических плёнок в условиях невесомости;
- «Плазменный кристалл» — исследование плазменно-пылевых кристаллов и жидкостей в условиях невесомости на Международной космической станции.

## Исследование земли и космоса
- «Экон-М» — получение информации для экологического обследования районов деятельности различных объектов;
- «Напор-мини РСА» — экспериментальная отработка технологии малогабаритного радиолокатора с синтезированной апертурой на основе микрополосковых активных фазированных антенных решёток в интересах решения задач природопользования, экологического контроля и мониторинга чрезвычайных ситуаций;
- «Релаксация» — исследование процессов релаксации в УФ области спектра при высокоскоростном взаимодействии продуктов выхлопа реактивных двигателей с верхней атмосферой Земли, атмосферных оптических явлений при входе тел в разреженную верхнюю атмосферу и её оптических свойств в УФ-диапазоне на МКС;
- «Микроспутник» — исследование физических процессов при атмосферных грозовых разрядах на базе микроспутника «Чибис-М» с использованием грузового корабля «Прогресс»;
- «Дубрава» — наблюдение лесных экосистем;
- «Ураган» — экспериментальная отработка наземно-космической системы мониторинга и прогноза развития природных и техногенных катастроф;
- «Сейсмопрогноз» — экспериментальная отработка методов мониторинга электромагнитных и плазменных предвестников землетрясений, чрезвычайных ситуаций и техногенных катастроф;

Участники: РКК "Энергия" им. С.П. Королева, ЦУП-М ФГУП "ЦНИИмаш", ФГБУ НИИ ЦПК им. Ю.А. Гагарина, НПП"САИТ", Фрязинский филиал ИРЭ им. В.А.Котельникова РАН, ФГУП ЦНИИмаш, ЗАО НПК "БАРЛ", Earth Video Camera Inc (Канада), Институт географии РАН, ИЗМИРАН, ИКИ РАН, ИЦ им.Келдыша,

## Медико-биологические эксперименты
- «Аквариум» — исследование влияния условий космического полёта на эмбриогенез, онтогенез, органогенез и поведение гетеротрофных организмов (рыб и т.д.), обитающих в водной среде;
- «Альгометрия» — исследование болевой чувствительности у человека в условиях космического полёта;
- «АРИЛ» — воздействие ФКП на экспрессию штаммов-продуцентов интерлейкинов 1α, 1β, АРИЛа;
- «Бактериофаг» — исследование воздействия факторов космического полёта на бактериофаги;
- «Биодеградация» — начальные этапы деградации и биоповреждения в условиях космоса;
- «БИМС» — исследование процессов информационного обеспечения медицинского сопровождения полёта с использованием бортовой информационной медицинской системы, интегрированной в информационную управляющую систему Российского Сегмента (ИУС РС) МКС;
- «Биокард» — исследование электрофизиологических свойств и особенностей перестройки работы сердца при функциональном воздействии с приложением ОДНТ с использованием ЭКГ в двенадцати отведениях;
- «Биоплёнка» — исследование закономерностей формирования биоплёнок в условиях невесомости;
- «Биориск» — исследование влияния факторов космического пространства на состояние систем «микроорганизмы-субстраты» применительно к проблеме экологической безопасности космической техники и планетарного карантина;
- «Биоэмульсия» — исследование и отработка автономного реактора закрытого типа для получения биомассы микроорганизмов и биологически активных веществ без внесения дополнительных ингредиентов и удаления продуктов метаболизма;
- «Взаимодействие» — контроль групповой деятельности экипажа в условиях космического полёта;
- «Виртуал» — пространственная ориентация и взаимодействие афферентных систем в условиях невесомости;
- «Иммуно» — исследование нейроэндокринных и иммунных ответов у человека во время и после полёта на МКС;
- «Исследование грызунов»-исследование грызунов;
- «Кальций» — изучение влияния микро-гравитации на растворимость фосфатов кальция в воде;
- «Кардиовектор» — изучение влияния факторов космического полёта на пространственное распределение энергии сердечных сокращений и роль правых и левых отделов сердца в приспособлении системы кровообращения к условиям длительной невесомости;
- «Константа-2» — изучение влияния факторов космического полёта на изолированные фермент-субстратные системы;
- «Контент» — дистанционный мониторинг психофизиологического состояния экипажа, а также внутригруппового и межгруппового взаимодействия на основе содержательного анализа коммуникации между экипажем и ЦУП;
- «Конъюгация» — отработка процесса передачи генетического материала методом конъюгации бактерий;
- «Коррекция» — исследование эффективности фармакологической коррекции минерального обмена в условиях длительного воздействия невесомости;
- «Космокард» — изучение влияния факторов космического полёта на электрофизиологические характеристики миокарда и на их связь с процессами вегетативной регуляции кровообращения при длительном действии невесомости;
- «Микробиологический мониторинг». Изучение характера формирования и распространения микроорганизмов в обитаемых отсеках МКС;
- «Мотокард» — механизмы сенсомоторной координации в невесомости;
- «Нейроиммунитет» — исследование надёжности профессиональной деятельности космонавта в длительном космическом полёте;
- «Пародонт2» — исследование состояния тканей пародонта в условиях космического полёта;
- «Перемещение жидкостей» — перемещение жидкостей до, после и во время длительного космического полёта и связь данного феномена с внутричерепным давлением и нарушением зрения;
- «Пилот-Т» — исследование надёжности профессиональной деятельности космонавта в длительном космическом полёте;
- «Полиген» — выявление генотипических особенностей, определяющих индивидуальные различия в устойчивости биологических объектов к факторам длительного космического полёта (исследования на плодовой мушке Drosophila melanogaster);
- «Регенерация-1» — исследование влияния различных факторов космического полёта на процессы регенерации у биообъектов по морфологическим и электрофизиологическим показателям;
- «Сарколаб» — изучение взаимосвязи между мышечно-сухожильными и нервно-мышечными изменениями, определяющими или лимитирующими сократительные функции у человека в продолжительном космическом полёте;

- «СПЛАНХ» — исследование особенностей структурно-функционального состояния различных отделов желудочно-кишечного тракта для выявления специфики изменений пищеварительной системы, возникающих в условиях космического полёта;
- «Структура» — получение высококачественных кристаллов белков;
- «УДОД» — изучение возможности коррекции гемодинамических изменений в невесомости с помощью отрицательного давления на вдохе;
- «Фаген» — изучение мутационных сдвигов у терапевтических бактериофагов после пребывания в условиях космического полёта;
- «Феникс» — исследование воздействия факторов космического пространства на состояние генетического аппарата и выживаемость высушенных лимфоцитов и клеток костного мозга;
- «Хроматомасс-спектр-М» — оценка микробиологического статуса человека методом хроматомасс-спектрометрии;
- «Электронный нос» — исследование развития бактериальной и грибной микрофлоры на поверхностях материалов в условиях космического полёта с помощью портативной газовой сенсорной системы Э-НОС;
- «Fluid Shifts» («Перемещение жидкостей») — перемещение жидкостей до, после и во время длительного космического полёта и связь данного явления с внутричерепным давлением и нарушением зрения;
- «OCULAR HEALTH» — исследование состояния зрения экипажей МКС;
- «SLEEP MONITORING» — актиграфия сна и бодрствования, а также изучение влияния воздействия света в полёте.

Участники: ИМБП, МГУ, Институт микробиологии РАН, ОАО РКК "Энергия" им. С.П. Королева, ФГБУ НИИ ЦПК им. Ю.А. Гагарина, ЦУП-М ФГУП «ЦНИИмаш», НПП "БиоТехСис", ИБР РАН, РГНИИ ЦПК им. Ю.А. Гагарина.

## Космическая биотехнология
- «Кальций» — изучение влияния микро-гравитации на растворимость фосфатов кальция в воде;
- «Феникс» — исследование воздействия факторов космического пространства на состояние генетического аппарата и выживаемость высушенных лимфоцитов и клеток костного мозга;
- «Каскад» — исследование процессов культивирования клеток различных видов;
- «Биодеградация» — исследование начальных этапов колонизаций микроорганизмами поверхностей конструкционных материалов в условиях замкнутой среды обитания экипажа МКС.

Участники: ФГБУ "НИИ ЦПК имени Ю.А.Гагарина", ОАО "Биохиммаш", ОАО РКК "Энергия" им. С.П. Королева,ЦУП ФГУП ЦНИИмаш, ОАО "Биопрепарат", ФНКЦ ФМБА (НИИ КМ) России, ФГБУ "НИИ общей патологии и патофизиологии", Биологический факультет МГУ, ГНЦ прикладной микробиологии (ГНЦ ПМ), Институт биохимии им. А.Н. Баха РАН.

## Исследование солнечной системы
- «БТН-Нейтрон» — изучение потоков быстрых и тепловых нейтронов, построение физической модели генерации заряженных и нейтральных частиц.

Участники: ОАО РКК "Энергия" им. С.П. Королева,ФГБУ "НИИ ЦПК имени Ю.А. Гагарина",ЦУП-М ФГУП "ЦНИИмаш", ИКИ РАН.

## Технические исследования и эксперименты
- «Альбедо» — исследование характеристик излучения Земли и отработка использования их в модели системы электропитания РС МКС;
- «Бар» — выбор и отработка методов и средств обнаружения мест разгерметизации модулей международной космической станции;
- «Биополимер» — разработка методов получения полимерных материалов, стойких к биокоррозии;
- «Вектор-Т» — выбор и отработка метки и средств обнаружения мест разгерметизации модулей международной космической станции;
- «Визир» — исследование методов регистрации текущего положения и ориентации переносной научной аппаратуры пилотируемых космических комплексов
- «ВИРУ» — виртуальные руководства;
- «Выносливость» — исследование влияния факторов космического пространства на характеристики механических свойств материалов космического назначения;
- «Дальность» — исследование и использование сигналов системы глобального времени с борта МКС для уточнения параметров орбитального движения;
- «Изгиб» — исследование влияния режимов функционирования бортовых систем на условия полёта МКС. Исследование конвективных и изотермических течений, вызванных малыми инерционными силами на РС МКС;
- «Идентификация» — Измерение возмущений в условиях невесомости на МКС;
- «ИМПАКТ» — исследование параметров  выбросов загрязняющих фракций из двигателей ориентации РС МКС при реализации новых циклограмм работы ДО;
- «Контроль» — мониторинг состояния собственной внешней атмосферы и внешних рабочих поверхностей РС МКС, а также диагностика работоспособности применяемых на орбитальном комплексе материалов и покрытий;
- «Отклик» — регистрация ударов метеороидных и техногенных частиц по внешним элементам конструкции станции с помощью пьезоэлектрических датчиков;
- «Пробой» — изучение характеристик МКС как среды проведения исследований;
- «Реставрация» — отработка технологии и устройства для наклеивания пленочных терморегулирующих покрытий;
- «Среда МКС» — изучение характеристик МКС, как среды проведения исследований. Комплексное изучение параметров МКС как техногенной среды проведения различных исследований;
- «Тест» — экспериментальные исследования возможности развития микроповреждения элементов конструкции отсеков PC МКС под влиянием составляющих СВА и наличия условий для жизнедеятельности микрофлоры на поверхности гермокорпуса под ЭВТИ;
- «Эпсилон-НЭП» — исследование эксплуатационных (термооптических) характеристик терморадиационных покрытий и динамики их изменения в процессе длительного орбитального полёта в составе комплекса МКС.

Участники: ОАО "Композит", ФГБУ "НИИ ЦПК имени Ю.А. Гагарина", ЦУП-М ФГУП «ЦНИИмаш», ОАО РКК "Энергия" им. С.П. Королева, ОАО "НКТБ "Феррит", ЦНИИРТК,ИКИ РАН, СКБ КП ИКИ РАН, ЦПК, ЦУП-М , ФГУП "ЦНИИмаш", НПП "Прогресс", ИПМ им. М.В.Келдыша РАН, Пермский Госуниверситет, ИПМех РАН, НПП "Прогресс", ГКНПЦ им. М. В. Хруничева, Российская академия космонавтики им. К.Э. Циолковского, ФГУП "НИЧ "МАТИ" РГТУ.

## Исследования физических условий на орбитеМКС
- «Матрёшка-Р» — исследование динамики радиационной обстановки на трассе полёта и в отсеках МКС и накопления дозы в шаровом и антропоморфном фантомах, размещённых внутри и на внешней поверхности станции.

Участники: ОАО РКК "Энергия" им. С.П. Королева, ФГБУ "НИИ ЦПК имени Ю.А. Гагарина", ЦУП-М ФГУП «ЦНИИмаш», Европейское космическое агентство, JAXA.

## Образовательные эксперименты
- «Великое начало» — популяризация достижений отечественной пилотируемой космонавтики;
- «Кулоновский кристалл» — изучение динамики системы заряженных частиц в магнитном поле в условиях невесомости;
- «О Гагарине из Космоса» — открытая передача с борта PC МКС по радиолюбительскому каналу связи на наземные приёмные станции радиолюбителей всего мира изображений фотоматериалов, посвящённых жизни и деятельности первого космонавта Ю. А. Гагарина;
- «РадиоСКАФ» — создание, подготовка и запуск в процессе ВнеКД сверхмалых космических аппаратов;
- «Химия и образование» — научно-образовательная демонстрация получения в условиях невесомости конструкционных элементов заданной формы на основе полимерных композиционных материалов;
- «EarthKAM» — интеграция изображений Земли, полученных с МКС, в целях обучения и повышения качества учебных программ в поддержку национальных и государственных образовательных стандартов; обеспечение возможности для студентов и преподавателей участвовать в космической миссии;
- «Интер-МАИ-75» — космические аппараты и современные технологии персональных и международных коммуникаций связи в образовании.

## Контрактные исследования и эксперименты
- «Микробиологический мониторинг» — изучение характера формирования и распространения микроорганизмов в обитаемых отсеках МКС
- «EXPOSE-R» — экспонирование образцов органических и биологических материалов в условиях открытого космоса
- «IVA Clothing Study» («Тест-ВнуКД») — испытание одежды для космонавтов и астронавтов во время внутрикорабельной деятельности на МКС.

Участники: фирма Kayser Threde GmbH (Германия), фирма RUAG (Швейцария), ГНЦ РФ-ИМБП РАН, РКК «Энергия», ФГБУ «ЦПК имени Ю. А. Гагарина», ЦУП-М ФГУП «ЦНИИмаш», ЕКА.